# 朗河平原县
朗河平原县是冰岛的一个旧县，位于南部区。此地气候寒冷，平均海拔170米，面积7,971平方公里，人口3,378人。人口密度为每平方公里0.42人。